# Центрикліналь

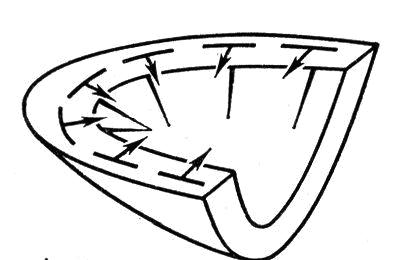
Залягання пластів порід в центрикліналі. Стрілочками показано напрями кутів падіння шарів гірських порід.

Центрикліналь (рос. центриклиналь, англ. centricline, centrocline; нім. Zentriklinale f) – ділянка здимання шарніру синклінальної складки, що характеризуються падінням шарів до одного центру.